# هرباز (تشيلو)
هرباز (بالفارسية: هربازچلو) هي منطقة سكنية تقع في إيران في قسم تشيلو الريفي. يقدر عدد سكانها بـ 163 نسمة بحسب إحصاء 2016.